# Atanasiu Demian
Atanasiu Demian (n. 15 ianuarie 1860, Negreia - d. ?) a fost delegat la Marea Adunare Națională de la Alba Iulia din 1 decembrie 1918.

## Date biografice
A fost luptător memorandist, făcând parte din delegația celor 300 de români care au dus Memorandumul la Viena în anul 1892. A fost delegat la Marea Adunare Națională de la Alba Iulia din 1 decembrie 1918.